# أسلاك جزيئية
تُمَثِّل الأسلاك الجزيئية والمعروفة في بعض الأحيان على أنها الأسلاك النانوية الجزيئية، أجساماً جزيئية الحجم لها القدرة على توصيل التيار الإلكتروني. ومن هنا فهي تجسد حجر البناء الأساسي للأجهزة الإلكترونية الجزيئية. هذا وتقل أقطارها النموذجية عن ثلاثة نانومترات، في حين قد تكون أطوالها ماكروية الطول، حيث تمتد إلى سنتيمتراتٍ أو أكثر.

## المواد
تكونت معظم الأعمال المرتبطة حتى وقتنا هذا من الجزيئات العضوية. حيث تنبثق الكقاءات التوصيلية العالية من الأنظمة بالغة الترافق، حيث تتمثل أهمية سلاسل الألكان في تفهم واستيعاب عملية انتقال الشحنة الأساسية والنفقية (بالإنجليزية:  tunneling)‏. هذا ونلاحظ أن السلك الجزيئي المتكون في الطبيعة هو الحمض النووي (DNA). كما تشتمل بعض الأمثلة غير العضوية البارزة على المواد البوليمرية والتي منها Li2Mo6Se6 و Mo6S9-xIx,، بالإضافة إلى السلاسل الذرية المعدنية الممتدة أحادية الجزيء (بالإنجليزية:  extended metal atom chain)‏ والتي تُشَكِّل خيوطاً من ذرات الفلزات الانتقالية والمرتبطة مباشرةً مع بعضها الآخر. مما يجعل من الأسلاك الجزيئية المشتملة على الأجزاء (الشظايا) غير العضوية المغناطيسية المسايرة (البارامغناطيسية) مجالاً ممتعاً ومثيراً، على الأخص بسبب أنها قد تؤدي إلى ملاحظاتٍ نقاط ذروة كوندو (بالإنجليزية:  Kondo effect)‏.

## البنية التركيبية

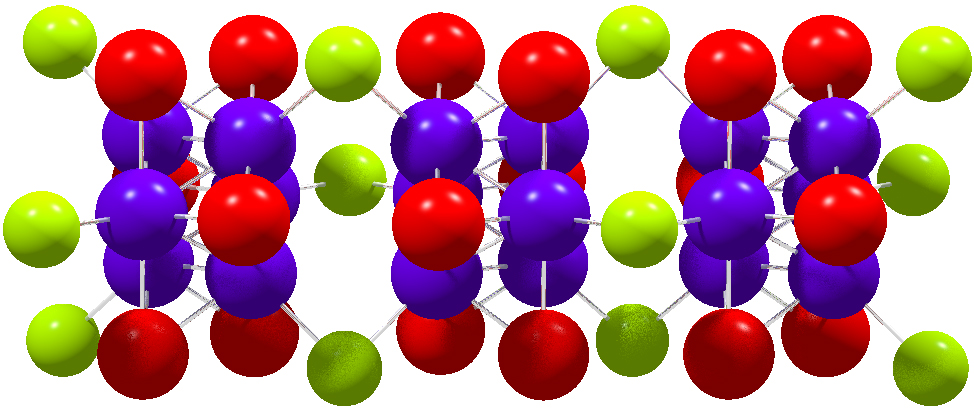
تركيب سلك Mo_{6}S_{9-x}I_{x} الجزيئي. حيث يشير اللون الأزرق إلى ذرات الموليبدنوم، ويشير اللون الأحمر إلى ذرات اليود، في حين تشير الكريات الصفراء إلى ذرات الكبريت

وعلى عكس غالبية الأسلاك النانوية الشائعة (والتي تتكون من بلورات شديدة الصغر)، فإن الأسلاك الجزيئية النانوية تتكون من وحداتٍ جزيئيةٍ متكررةٍ، والتي قد تكون إما عضوية (كالحامض النووي) أو غير عضويةٍ (مثال ذلك: Mo6S9-xIx). ففي حالة الحمض النووي مثلاً، تتمثل الوحدات المتكررة في النوويد أو النيكليوتيد مع عمودٍ فقريٍ مكون من السكريات ومجموعات الفوسفات والمرتبطة معاً بروابط الإستر. فالارتباط بكل جزيء سكر يمثل واحداً من أربعة أنماطٍ من القواعد. أما في حالة Mo6S9-xIx، تكون الوحدات المتكررة عبارة عن كتل Mo6S9-xIx، والتي ترتبط مع بعضها البعض بواسطة جسور الكبريت المرن أو اليود. هذا وغالباً ما تتجمع الأسلاك النانوية الجزيئية في المحلول داخل الحزم أو الحوامل. ففي حالة هاليدات كالكوجينيد الموليبدنوم، فإنها تنمو في صورة ضفائرٍ مرتبةٍ، والتي فيها ترتبط الضفائر المفردة بواسطة قوى فان دير فالس الضعيفة جداً.

## نقل الإلكترونات
عُرِفَ عن الأسلاك الجزيئية أنها توصل الكهرباء.حيث أنها تتسم بتمتعها بخصائص جهد – التيار غير الخطي، بالإضافة إلى أنها لا تُعَدُ من الموصلات الأومية (بالإنجليزية:  ohmic)‏ البسيطة. وهنا تتبع المواصلة الكهربائية (عكس المقومة الكهربائية) أداء أو سلوك قانون القوة النموذجي كوظيفةٍ دالةٍ للحرارة أو المجال الكهربائي، والذي مع تعاظم أمره، فإنه نابع من خاصية البعد الأحادي القوية. هذا وقد استُخْدِمَت العديد من الأفكار النظرية في محاولةٍ لفهم الكفاءة التوصيلية للأنظمة أحادية البعد، حيث تؤدي التفاعلات القوية فيما بين الإلكترونات إلى عمليات رحيلٍ من الأداء (سائل فيرمي (بالإنجليزية:  Fermi liquid)‏) الفلزي المعدني. ومن تلك الأفكار الهامة ما قدمه كلٌ من سين توموناجا، لوتينغر (بالإنجليزية:  Luttinger)‏ ويوجين ويغنر. كما اُكْتُشِفَت أهمية التأثيرات التي تخلفها عملية تنافر كولومب التقليدية (والتي يُطلق عليها حصار كولومب (بالإنجليزية:  Coulomb blockade)‏) في تحديد خصائص الأسلاك الجزيئية.

## استخدام الأسلاك النانوية في تقنية الإلكترونيات الجزيئية
ولتصبح مفيدةً في توصيل الجزيئات معاً، تتطلب الأسلاك الجزيئية أن تُظْهِر بعض الخصائص الهامة. حيث يجب أن تكون الموصلات فيما بين العناصر قادرةً على التجمع ذاتياً متبعةً بذلك طرقاً محددةً جيداً بالإضافة إلى قدرتها على تشكيل توصيلاتٍ كهربائيةٍ فعالةٍ فيما بينها كذلك. ولتتجمع ذاتياً بصورةٍ متكاثرةٍ مشكلةً دائرةً معقدةً مبنيةً على الجزيئات المفردة، فمن الضروري أن تكون للموصلات التي تجمعهم معاً القدرة على إعادة التعريف. حيث أنها يجب أن تكون قادرةٌ على الاتصال بالعديد من المواد، والتي منها الأسطح المعدنية الذهبية (في حالة الوصلات بالعالم الخارجي)، الجزيئات الحيوية البيولوجية (في حالة المستشعرات النانوية، الأقطاب الكهربائية النانوية (الإلكترود النانوي)، والمحولات الجزيئية)، بالإضافة إلى الخاصية الأكثر أهمية والمتمثلة في ضرورة سماحها بالفرصة على التفرع والتشعب. هذا ويجب توفير تلك الموصلات كذلك لمقاييسٍ وأطوالٍ تم تحديدها مسبقاً. حيث أنها يجب أن يكون لها رابطةٌ تساهميةٌ لضمان الانتقال التكاثري وخصائص الاتصال. للجزيئات الشبيهة بالحامض النووي تمييزٌ جزيئي خاص ويمكن استخدامها بفعاليةٍ في تصنيع السقالات الجزيئية. كما تم تقديم بعض النماذج شديدة التعقيد مؤخراً، إلا أن الحمض النووي المغلف بالمعدن والذي يتسم بقدرته على التوصيل الكهربائي يتسم بأنه أكثر سماكةٍ لدرجة عدم قدرته على الاتصال بالجزيئات المفردة. في حين يفتقر الحمض النووي ذو غلافٍ أكثر رقةٍ إغلى قدرته على توصيل التير الكهربائي، بالإضافة إلى أنه مناسباً لتوصيل عناصر الإلكترونيات الجزيئية. هذا بالإضافة إلى أن بعض الأنابيب النانوية الكربونية تتسم بأنها موصلة للتيار الكهربائي، مما يجعل من الممكن تحقيق قدرتها على التوصيل في نهاياتها من خلال اتصالها بالمجموعات الموصلة. إلا أنه ولسوء الحظ فمن المستحيل تصنيع أنابيب نانوية كربونية بمثل تلك الصفات السابقة في وقتنا الحاضر، هذا بالإضافة إلى أن نهاياتها الطرفية الوظيفية ليست بموصلةٍ للتيار الكهربائي، مما يحجم من أهميتها وفائتها كموصلاتٍ جزيئيةٍ. هذا ويمكن لحام الأنابيب النانوية الكربونية في المجهر الإلكتروني، إلا أن الاتصال ليس بتساهمي ولا يمكن أن يكون ذاتي التجميع. إلا أنه تم توضيح مؤخراً بعض السبل المتاحة لتكوين دوائرٍ وظيفيةٍ أكبر حجماً باستخدام أسلاك Mo6S9-xIx الجزيئية، سواءً بواسطة استخدام جسيمات الذهب النانوية كروابطٍ، أو عبر الاتصال المباشر بجزيئات الثيول. حيث قد يؤدي كلا الأسلوبين إلى تطبيقاتٍ احتماليةٍ مختلفةٍ. فاستخدام إستراتيجية الجسيمات الذهبية النانوية يسمح بإمكانية تفريع، تشعبٍ وتركيب دوائرٍ أكبر حجماً.

## استخدامات أخرى
يمكن دمج واتحاد الأسلاك الجزيئية ضمن المبلمرات، مما يعزز من خصائصها الموصلة و/ أو الميكانيكية. مما يجعل تعزيز تلك الخصائص قائماً على التشتت الموحد لتلك الأسلاك ضمن المبلمر المضيف. مما أسفر عن وقوع بعض صور التقدم الحديثة في مجال استخدام أسلاك موليبدنوم السيليكون (بالإنجليزية:  MoSI)‏ في مثل تلك المركبات، وذلك اعتماداً على قرتها الفائقة على الزوبان في المبلمر المضيف مقارنةً بالأسلاك النانوية أو الأنابيب النانوية الأخرى. كما يمكن استخدام حزمٍ من الأسلاك لدعم وتعزيز الخصائص الاحتكاكية للمبلمرات، مع إتاحة التطبيقات في كلٍ من المحركات ومقاييس الجهد.

## وصلات خارجية
- صحيفة بيانات سلامة مادة كبريتيد الموليبدينوم